# 27. позадинска база Главног штаба ВРС
27. позадинска база Главног штаба ВРС је била приштапска јединица Главног Штаба Војске Републике Српске.

## Историјат
Формирана је 16. јуна 1992. Настала је преформирањем 744. позадинске базе ЈНА и Интендантско-финансијског школског центра ЈНА "Генерал армије Коста Нађ" у Сарајеву. Попуњавана је војним обвезницима са подручја Подриња и Сарајевско-романијске регије. База је била јединица ранга бригаде.
У формацијском саставу имала је: команду са приштапским јединицама, смјештену у Сокоцу; складиште муниције и минско-експлозивних средстава "Јахорински поток", Пале; складиште погонских средстава "Мисоча", Илијаш, са одјељцима у касарнама "Коран", Пале, и "Вардиште", Вишеград; складиште интендантских материјалних средстава "Бутиле" у Сарајеву, са одјељком у објекту "Силос Коран", Пале; мјешовито складиште материјално-техничких средстава у касарни "Коран", Пале; складиште интендантских материјалних средстава мањег дијела наоружања и остале војне опреме "Хан Крам" код Хан Пијеска; више мањих складишта наоружања и војне опреме стационираних на територији општине Соколац. База је имала око 1.200 припадника. Током рата 1992-1995. база је позадински обезбјеђивала Главни Штаб ВРС, те команде и јединице Сарајевско-романијског и Дринског корпуса ВРС. Базом је током Одбрамбено-отаџбинског рата 1992-1995. командовао пуковник Марко Шаркановић. Преформирана је 31. јануара 1997. у 27. логистичку базу 5. корпуса ВРС, која је наставила да његује њену традицију.